# Jean-Baptiste Debrabant
 (octobre 2014).
Si vous disposez d'ouvrages ou d'articles de référence ou si vous connaissez des sites web de qualité traitant du thème abordé ici, merci de compléter l'article en donnant les références utiles à sa vérifiabilité et en les liant à la section « Notes et références ».
Jean-Baptiste Debrabant (Lecelles, 13 octobre 1801 - Douai, 18 février 1880) est un prêtre français fondateur des sœurs de la sainte union des Sacrés Cœurs.

## Biographie

### Jeunesse
Jean-Baptiste Debrabant naquit le 13 octobre 1801 à Lecelles, un village rural de la Flandre français. Il est élevé dans une famille de fermiers, avec son père et ses deux frères. Sa mère est morte deux ans après sa naissance.
Il ira jusqu'à l'âge de 12 ans à l'école du village. A 17 ans, il entra au collège pour apprendre le latin.

### Fondation de la congrégation
En 1826, Jean-Baptiste Debrabant rencontre un groupe de couturière pieuses, groupées depuis 1823 autour de Mademoiselle Louise Mennecier. Jean-Baptiste Debrabant préoccupé par l'éducation des enfants, demande aux couturières de l’aide pour fonder la Congrégation de la Sainte Union. En 1828, Eulalie Ramon rejoint le groupe afin de donner des leçons de lecture et ensuite d'écriture.
Jean-Baptiste Debrabant demande à la congrégation de la Sainte-Union des sacrés cœurs pour venir fonder une école pour filles. Eulalie Ramon et Lucie Contraine ont été parmi les cent femmes qui ont prononcé aux public comme Sœur de la Sainte-Union. Elles ont fondé des écoles pour les régions en Belgique et aussi en France. Le 20 mai 1844, Jean-Baptiste Debrabant loue un local dans la rue Neuve (ancien nom de la rue du roi Albert) afin de créer la Sainte-Union à Dour. Celle qui dirigea la sainte-union à Dour fut Mère Léocadie Copin qui dirigea pendant plus de 50 ans (jusqu'en 1897)
Jean-Baptiste Debrabant et Eulalie Ramon se sont concentrés sur la révélation de l'amour de Dieu à travers l'éducation chrétienne de la jeunesse.
Le 16 octobre 1886, Mère Marie Héléna ainsi que d'autres sœurs sont arrivées à New York pour y créer une école catholique aux États-Unis. Elles y fondent une quinzaine d'établissements sur la côte Est des États-Unis.
À Buenos Aires, ce sont des demandes de parents qui ont permis l'ouverture des écoles. Aujourd'hui, les sœurs de la Sainte-Union ont créé plusieurs écoles, dans douze pays, afin d'accueillir, d'éduquer et de valoriser[Quoi ?].